# 臺中市大里區竹仔坑國民小學
臺中市大里區竹仔坑國民小學（簡稱竹仔坑國小）是位於臺灣臺中市大里區竹仔坑地區的市立國民小學。

## 歷史
- 民國45年（1956年）奉准設校，設置之時為臺中縣大里鄉塗城國民學校健民分班（今臺中市大里區塗城國民小學）。
- 民國48年（1959年）改制為臺中縣大里鄉塗城國民學校健民分校。
- 民國57年（1968年）實施九年國民義務教育後，獨立設校為臺中縣大里鄉健民國民小學。
- 民國82年（1993年）11月1日，大里鄉升格為縣轄市後，改稱臺中縣大里市健民國民小學。
- 民國88年（1999年）發生921大地震，因校址鄰近車籠埔斷層，校舍幾近全毀。日本兵庫縣在921地震援助健民國小7000多萬元，援助設計與重建。
- 民國90年（2001年）第一、二、三期校舍陸續落成啟用。
- 民國99年（2010年）12月25日，臺中市及臺中縣合併升格為直轄市後，改稱臺中市大里區健民國民小學。
- 民國112年（2023年）3月2日，獲臺中市政府教育局行文核准更改校名；8月1日，正式更名為臺中市大里區竹仔坑國民小學。[1][註 1]

### 引用資料
1. ↑  . 東森新聞. 2023-03-06  [2023-03-06]. （原始内容存档于2023-03-06）.
2. ↑  陳建志. . 自由時報. 2023-03-06  [2023-03-06]. （原始内容存档于2023-03-06）.

### 書籍
- 《臺灣地名辭書》卷十二《臺中縣》第二冊，第23頁

## 外部連結
- 官方网站